# Basílica da Nossa Senhora do Prado
A Basílica da Nossa Senhora do Prado (em espanhol : Basílica de Nuestra Señora del Prado) é uma basílica católica romana em Talavera de la Reina, Espanha.

## História e descrição
O local era originalmente um templo dedicado a Ceres, deusa da agricultura e da pecuária. O ponto de partida para a versão actual do edifício remonta a 1649, quando um novo edifício substituiu um eremitério anterior. Ele mistura estilos arquitectónicos renascentistas e barrocos. A planta tem a forma de uma cruz latina. A nave principal apresenta abóbada de berço.
O edifício abriga uma série de azulejos ornamentais dos séculos XVI e XVII.
Proclamada como "basílica menor" por João Paulo II em 14 de fevereiro de 1989, foi consagrada como tal em novembro de 1989.

Foi declarada Bien de Interés Cultural em 1993 juntamente com os jardins próximos à basílica. O edifício é propriedade municipal.

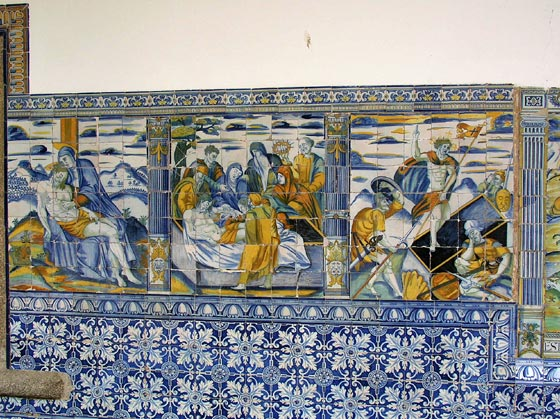
Detalhes ornamentais
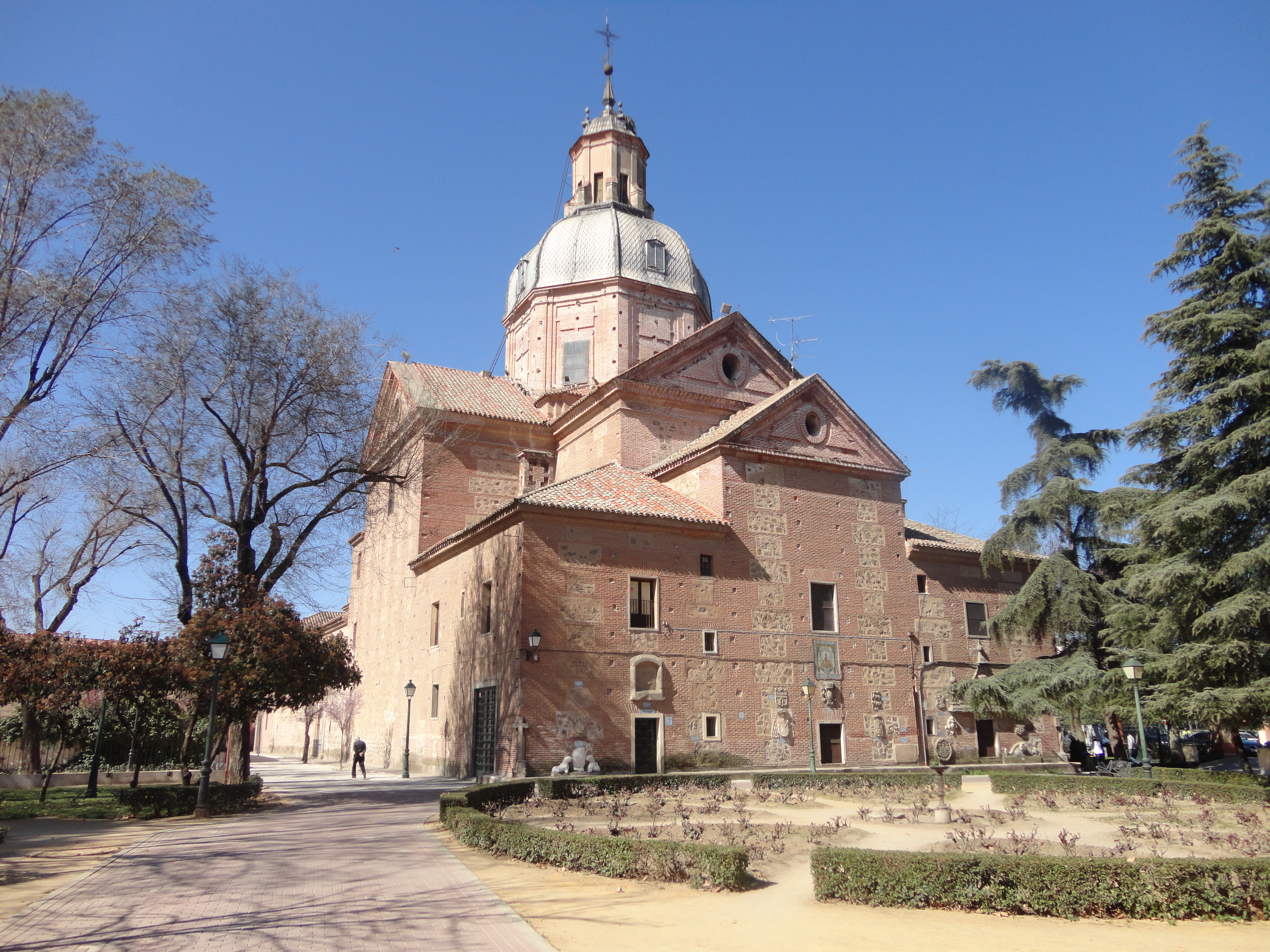
Basílica
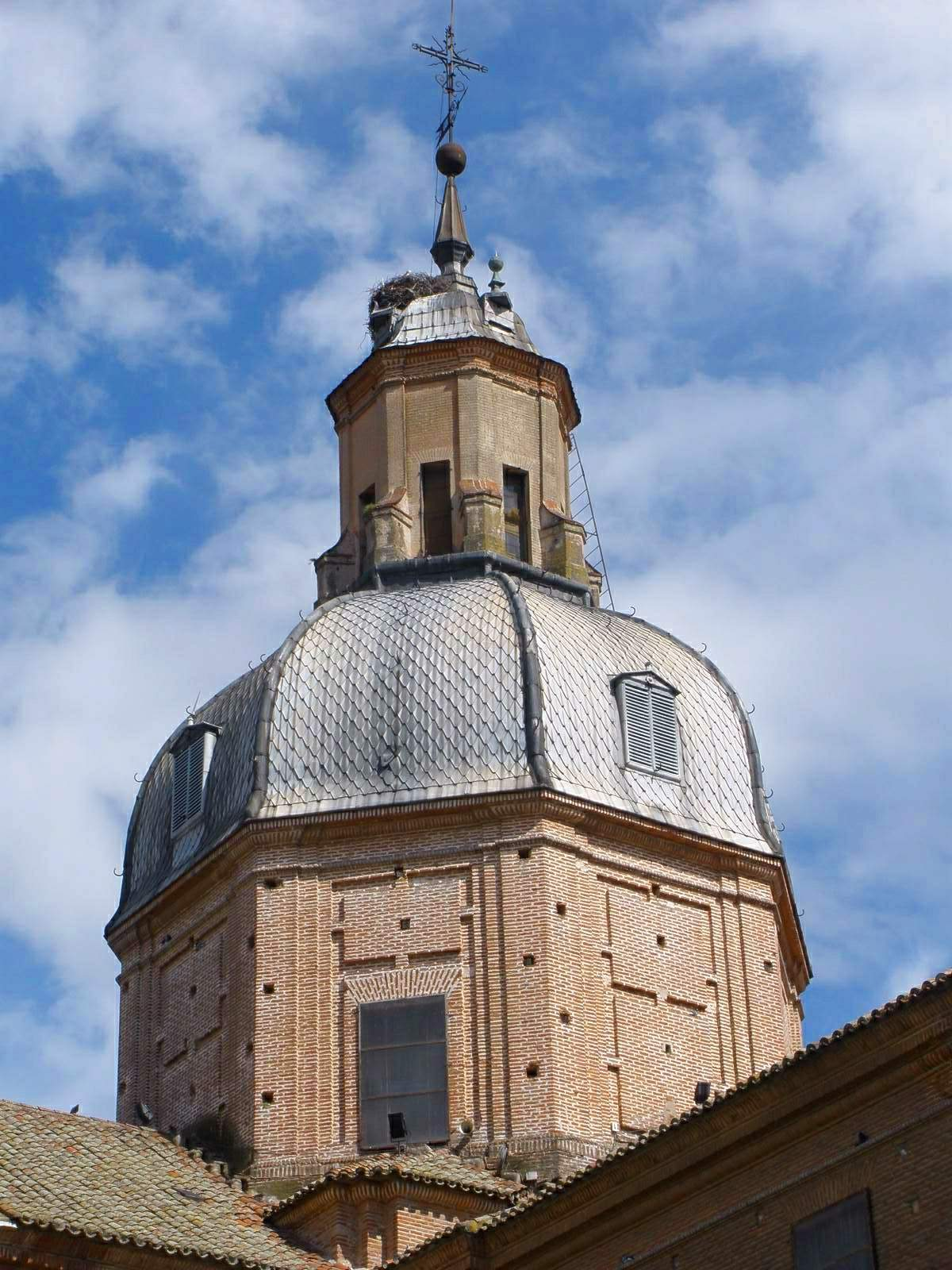
Detalhe da cúpula